# Пакая
Пака́я (исп. Pacaya) — действующий вулкан на территории Гватемалы, один из активнейших вулканов на планете.
Высота над уровнем моря — 2552 метра. Находится к югу от столицы страны — города Гватемала, у побережья озера Аматитлан.
С начала XVI столетия, когда начали вестись наблюдения за вулканической активностью, и вплоть до начала XIX века, в течение всего колониального периода, было зарегистрировано 23 мощных извержения Пакаи. Затем вулкан «молчал» на протяжении примерно 150 лет, вплоть до 1965 года, когда снова произошло мощное извержение.
С 3 по 5 марта 2021 года произошло относительно мощное извержение. Пепел был выброшен на высоту 5,5 км, а лава во время взрывов поднималась на 500 метров вверх из жерла вулкана.
Извержения Пакаи в основном стромболийского типа, с характерными выбросами газов, возносящих куски магмы на сотни метров в воздух, и с небольшими потоками лавы. Иногда, впрочем, имеют место и плинийские извержения.
Пакая лежит в цепи вулканов, протянувшихся вдоль тихоокеанского побережья Гватемалы, и является частью базальтового вулканического комплекса, расположенного на месте более старого стратовулкана.
На данный момент Пакая является одним из любимейших мест альпинистов-экстремалов.